# ATOS RTV
ATOS RTV (voluit: Algemene Radio- en Televisieomroepstichting Swindregt) is de publieke lokale radio- en televisieomroep voor de gemeenten Zwijndrecht en Hendrik-Ido-Ambacht. ATOS RTV verzorgt de radio-uitzendingen onder de naam ATOS Radio en haar televisie-uitzendingen onder de naam ATOS TV. Bij ATOS RTV werken uitsluitend vrijwilligers.

## Radio
ATOS Radio is begonnen in de jaren 80. De eerste uitzending ging van start op 3 december 1988. De uitzendfrequentie van ATOS Radio is 106.1 FM en de zender is 24 uur per dag te beluisteren. Daarnaast is het station te ontvangen via de plaatselijke kabelnetten in het uitzendgebied.
In 1999 begon (Mattie Valk), nu de ochtend-DJ van Q-Music hier zijn radiocarrière. Eerder begon ook Joram Kaat in 2009 bij ATOS Radio. Tegenwoordig is Kaat werkzaam bij NPO Radio 1. Bekende (muziek)programma's van ATOS Radio zijn: Sport op Zaterdag, Sport op Zondag, Bram & Rolf, Uurtje Max, Wij Houden het Hollands, TNT, Oldies, De Vrijdagavondshow en de Schlager Express. Prominente programmamakers zijn onder meer Bram de Waard, Rolf Heinrichs, Rob de Leeuw, Tony Bierhaus, Robin Visser, Marvin van den Burg, Hans Marijs, Paul Budde en Max Oosterwijk.

## Televisie
ATOS TV verzorgt 7 dagen per week 24 uur per dag de uitzendingen op het tv-kanaal van ATOS in de gemeenten Zwijndrecht en Hendrik-Ido-Ambacht.

## Internet
Via de website biedt ATOS RTV lokaal nieuws, dat verzorgd wordt door de vrijwilligers van de nieuwsredactie. Daarnaast worden livestreams van de radio-uitzendingen aangeboden. Ook kunnen alle radio-uitzendingen direct na uitzending worden teruggeluisterd via Uitzending Gemist.